# TDMi
Die TDMi AG war ein unabhängiges deutsches IT-Systemhaus, das als das drittgrößte in Deutschland galt. Hauptsitz der Unternehmensgruppe war Köln. In einem Insolvenzverfahren die TDMI seit Oktober 2009 abgewickelt; einzelne Teilunternehmen wurden weiterveräußert. Die Schlussverteilung des Vermögens erfolgte im Dezember 2021.
Schwerpunkt des Unternehmens war die Entwicklung, Implementierung und der Betrieb von Rechenzentren-Infrastruktur. Die TDMi-Gruppe hatte 36 Niederlassungen, 1100 Mitarbeiter und 410 Mio. Euro Umsatz.

## Geschichte
2002 wurde die TDM in Naarden, Holland, gegründet, worauf 2004 die Fusion mit der becom Informationssysteme GmbH in Schwerte folgte. Am 24. Juli 2006 kaufte die becom-Gruppe den Dienstleister Morse mit neun Standorten in Deutschland und Österreich auf. Im September 2006 folgte die Umbenennung der Morse GmbH in inforsacom Informationssysteme GmbH. Im Februar 2007 stieg die Parcom Capital, eine ING-Tochter, in die TDM Holding, Holland, ein. Außerdem wurde die Comparex Nederlands erworben. Im September 2007 erfolgte der Kauf der Comparex Deutschland GmbH mit ihren deutschen Töchtern, darunter auch die Comparex Services GmbH. Alle deutschen Aktivitäten wurden unter dem Dach der TDMi Deutschland Holding GmbH gebündelt. Im Dezember 2007 wurde die arxes NCC AG gekauft und gleichzeitige die TDMi Deutschland Holding GmbH in die arxes NCC AG eingebracht. Am 28. Oktober 2008 wurde die arxes NCC AG in TDMi AG umbenannt. Im März 2009 erfolgte die Auslagerung des operativen Bereichs der TDMi AG in die arxes GmbH, ebenso der Verkauf der arxes Töchter arxes Business Services GmbH und arxes Consulting GmbH an die arxes GmbH.
Am 27. Juli 2009 wurde für einige Konzernunternehmen Insolvenz angemeldet. Die Zahlungsunfähigkeit der Comparex Deutschland und der Comparex Services GmbH riss auch die Mutterkonzerne TDMi Deutschland Holding und nachfolgend die TDMi AG in die Insolvenz. Fehlende Bankenfinanzierungen und Umsatzrückgänge in den letzten Monaten hatten zu einer angespannten Liquiditätslage des Konzerns geführt.
Die arxes GmbH inklusive Tochtergesellschaften, becom Informationssysteme GmbH sowie die inforsacom Informationssysteme GmbH bleiben weiterhin selbständig am Markt tätig.
Am 26. November 2009 kaufte Computacenter AG & Co. oHG die becom Informationssysteme GmbH. Detlef Linde, bisheriger Geschäftsführer der becom, leitet seitdem die eigenständige Division.
Im Oktober 2009 kommt es zur Übernahme der Vertragsbeziehungen und Vermögensgegenstände der Comparex Services GmbH und der Wartungs- und Serviceverträge der Comparex Deutschland GmbH durch die Allgeier IT Solutions. Comparex firmiert seitdem unter dem Namen Allgeier Data Center Services GmbH.
Als letztes der vier Hauptunternehmen löste sich am 27. Januar 2010 die inforsacom Informationssysteme GmbH (seit 2018: Logicalis GmbH) aus der TDMI-Gruppe via Management Buy-Out, sodass inforsacom wieder eigenständig wurde.